# 27. leden
27. leden je 27. den roku podle gregoriánského kalendáře. Do konce roku zbývá 338 dní (339 v přestupném roce). Svátek má Ingrid.

## Události

### Česko
- 1940 – Byl zatčen Přemysl Šámal, jeden z vedoucích představitelů odbojové organizace Politické ústředí.
- 2004 – Český film režiséra Ondřeje Trojana Želary (2003) byl nominován na Oscara v kategorii Nejlepší cizojazyčný film v rámci 76. ročníku udílení cen americké Akademie filmového umění a věd za rok 2003.

### Svět
- 1080 – Římský král Jindřich IV. a vzdorokrál Rudolf Švábský se střetli v nerozhodné bitvě u Flarchheimu.
- 1888 – V USA byla založena National Geographic Society.
- 1918 – Začala finská občanská válka.
- 1943 – Americké letectvo podniklo první denní nálet na Německo. Cílem byl Wilhelmshaven.
- 1944 – Skončilo obležení Leningradu.
- 1945 – Osvobození koncentračního tábora v Osvětimi. Od 27. ledna 1996 se připomíná jako Mezinárodní den památky obětí holocaustu.
- 1950 – V Marseille vrátili neznámí zloději šperky a drahé kameny v hodnotě 150 milionů franků, jež byly ukradeny na začátku srpna 1949 manželce Begum Om Habibeh Agy Chána.
- 1967 – Během simulovaného odpočítávání vypukl na kosmické lodi Apollo 1 požár, při kterém uhořeli astronauté Virgil Ivan Grissom, Edward Higgins White a Roger Bruce Chaffee.
- 1980 – V platnost vstoupila Vídeňská úmluva o smluvním právu.
- 1997 – Aslan Maschadov byl zvolen prezidentem Čečenska.
- 2003 – Evropská komise vydala direktivu RoHS omezující použití některých nebezpečných látek ve vybraných elektrických a elektronických výrobcích.
- 2009 – Novým patriarchou ruské pravoslavné církve byl zvolen metropolita Kirill.

## Narození

### Česko

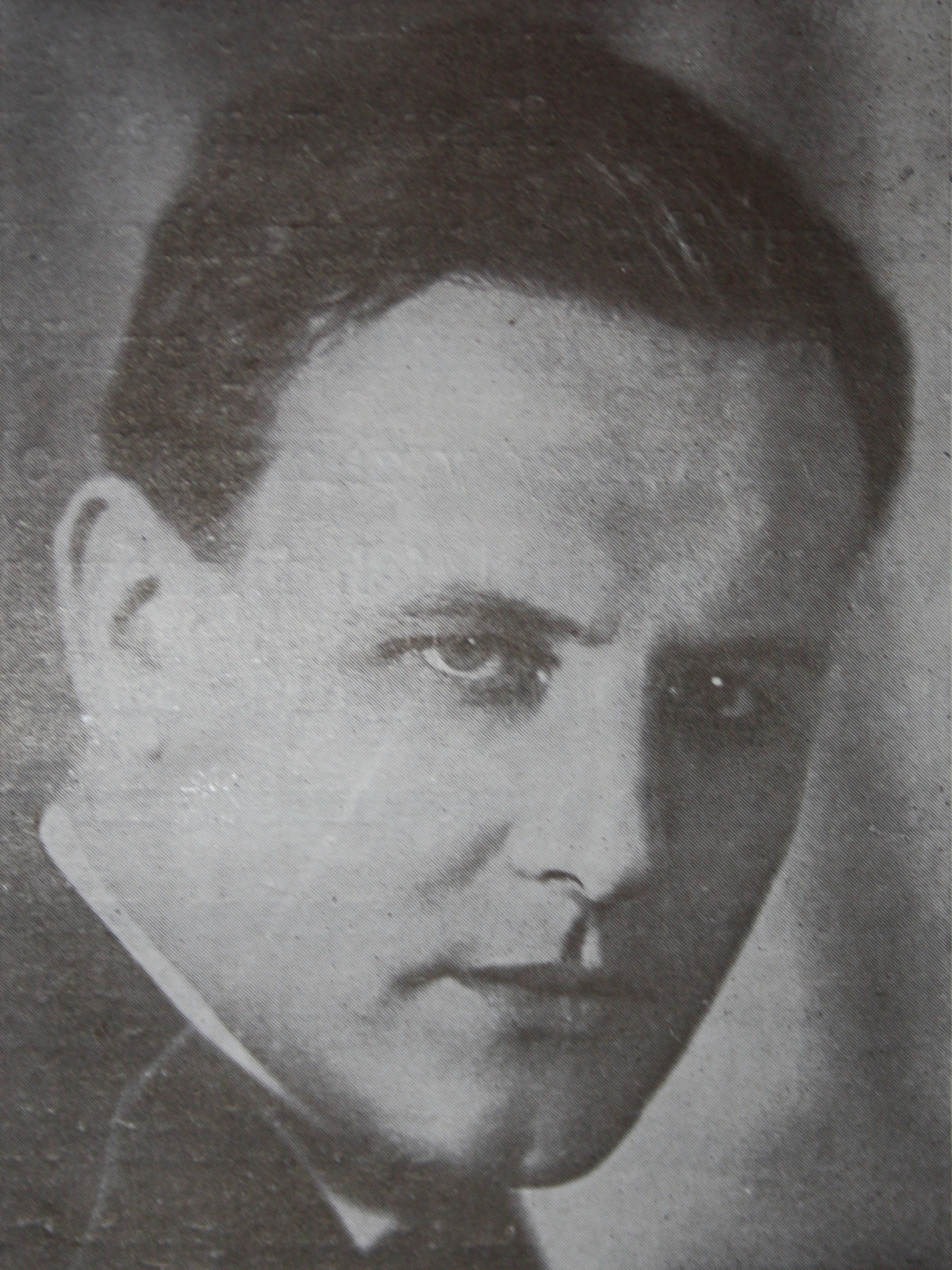
Karel Lamač (* 1897)

- 1702 – Jiří Sarganek, slezský teolog a spisovatel († 24. května 1743)
- 1733 – Josef Adam Arco, královéhradecký biskup († 3. června 1802)
- 1800 – Adolf Maria Pinkas, český politik († 28. září 1865)
- 1821 – Josef Vendelín Sokol, český houslista († 9. srpna 1858)
- 1862
  - Karl Hermann Wolf, rakouský a český novinář, publicista a politik († 11. června 1941)
  - Popelka Biliánová, česká vlastenecká spisovatelka († 7. března 1941)
- 1863 – František Bařina, opat a politik († 22. září 1943)
- 1865
  - Matouš Mandl, poslední purkmistr Plzně († 23. prosince 1948)
  - Věnceslav Černý, český malíř a ilustrátor († 15. dubna 1936)
- 1869 – Václav Štolba, československý politik († 25. února 1938)
- 1872 – Josef Jahoda, pedagog, novinář a spisovatel († 16. prosince 1946)
- 1878 – Ján Maršalko, československý politik slovenské národnosti († 16. října 1951)
- 1882 – Ladislav Lábek, český historik a muzeolog († 26. května 1970)
- 1894 – Václav Hlavatý, matematik († 11. ledna 1969)
- 1895 – Karel Kutlvašr, legionář, generál, velitel Pražského povstání († 2. října 1961)
- 1897
  - Karel Lamač, zakladatel moderní české kinematografie († 2. srpna 1952)
  - Karel Sup, český malíř († 20. března 1973)
- 1898
  - Karel Štika, český malíř a grafik († 23. října 1975)
  - Emil Burejsa, český hudební skladatel a varhaník († ?)
- 1900
  - Ervína Brokešová, česká houslistka († 19. října 1987)
  - Dalibor Chalupa, český učitel, spisovatel a rozhlasový redaktor († 14. června 1983)
- 1903 – Vladimír Krychtálek, proněmecký novinář († 8. dubna 1947)
- 1911 – Karel Myslikovjan, malíř († 9. října 1961)
- 1912 – František Šterc, československý fotbalový reprezentant († 31. října 1978)
- 1913 – Zdenka Hrnčířová, operní pěvkyně († 18. května 1984)
- 1914 – František Vrána, válečný hrdina (padl 30. září 1944)
- 1916 – Josef Kocourek, nejstarší parlamentní stenograf na světě († 1. srpna 2004)
- 1918 – Antonín Mrkos, astronom († 29. května 1996)
- 1919 – Jiřina Hauková, básnířka († 15. prosince 2005)
- 1921 – Vladimír Beneš, neurochirurg a spisovatel
- 1927
  - Alena Karešová, herečka
  - Milan Hübl, historik, vysokoškolský učitel, akademik a politik († 28. října 1989)
- 1929 – Zdeněk Ceplecha, astronom († 4. prosince 2009)
- 1930 – Libuše Dušková, česká anglistka
- 1942
  - Petr Kotík, hudební skladatel, dirigent a flétnista
  - Karel Přibyl, malíř a ilustrátor
- 1945 – Stanislav Stuchlík, archeolog
- 1946 – Eva Romanová, krasobruslařka
- 1950 – Jiří Bubla, československý hokejový obránce
- 1951 – Vladimír Hanzel, hudební publicista a kritik
- 1954
  - Ondřej Fibich, český básník a prozaik
  - Dáša Vokatá, písničkářka
- 1959
  - Luboš Malina, český multiinstrumentalista
  - Miroslav Šimek, vodní slalomář, mistr světa
- 1966 – Miroslava Pleštilová, česká herečka a pedagožka
- 1975 – Zuzana Dřízhalová, herečka († 16. září 2011)
- 1980
  - Lukáš Hejlík, divadelní a filmový herec
  - Jiří Welsch, basketbalista

### Svět

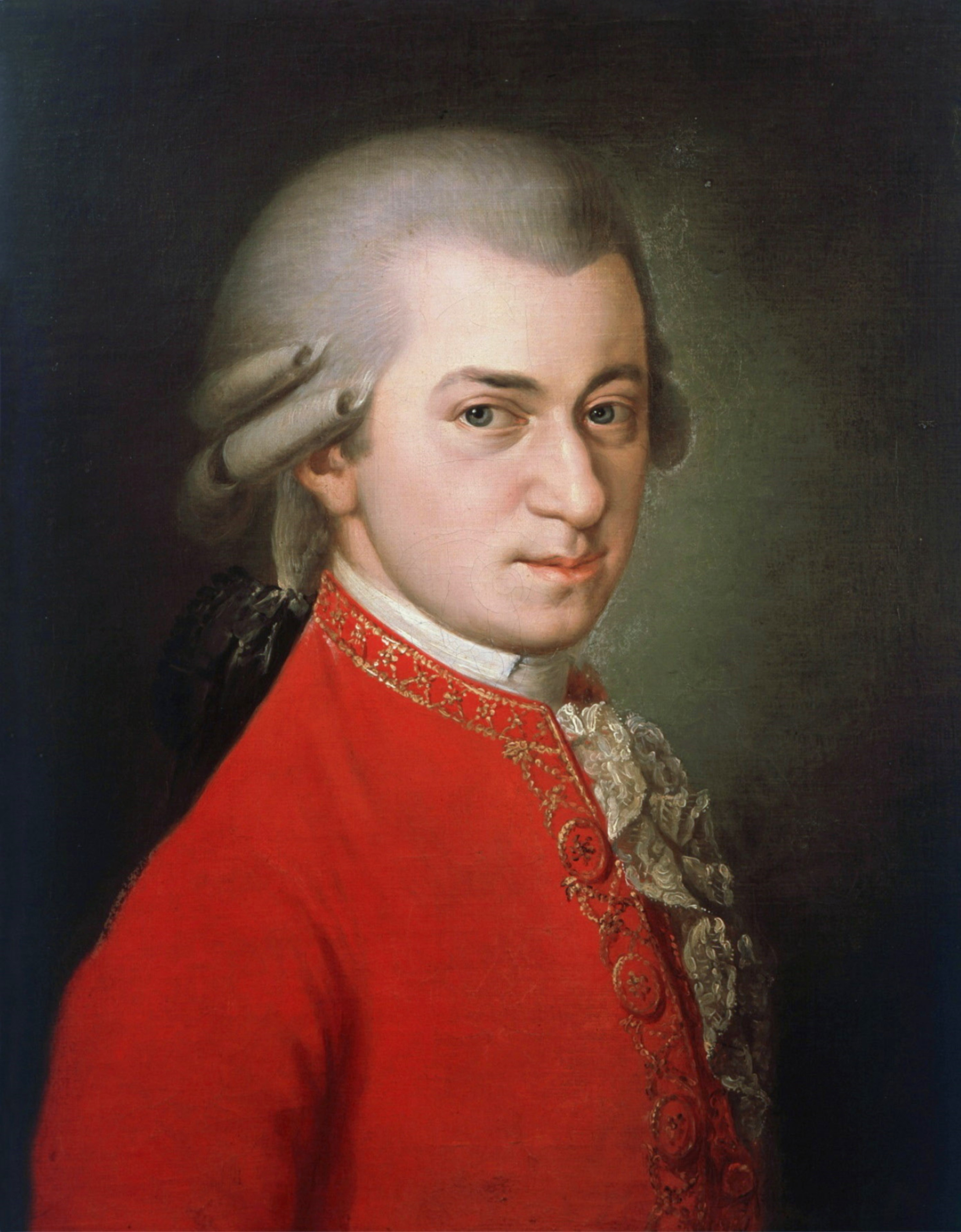
Wolfgang Amadeus Mozart (* 1756)

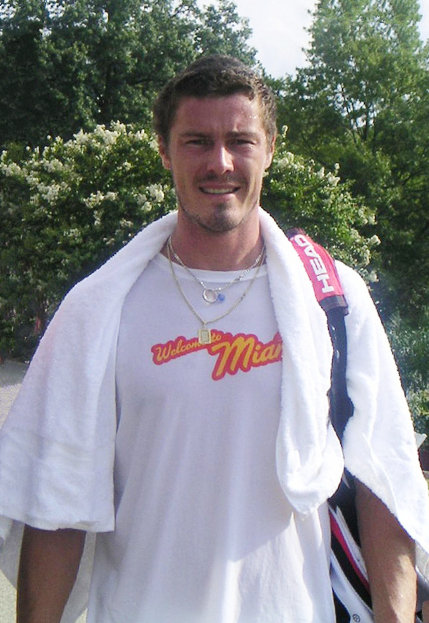
Marat Safin (* 1980)

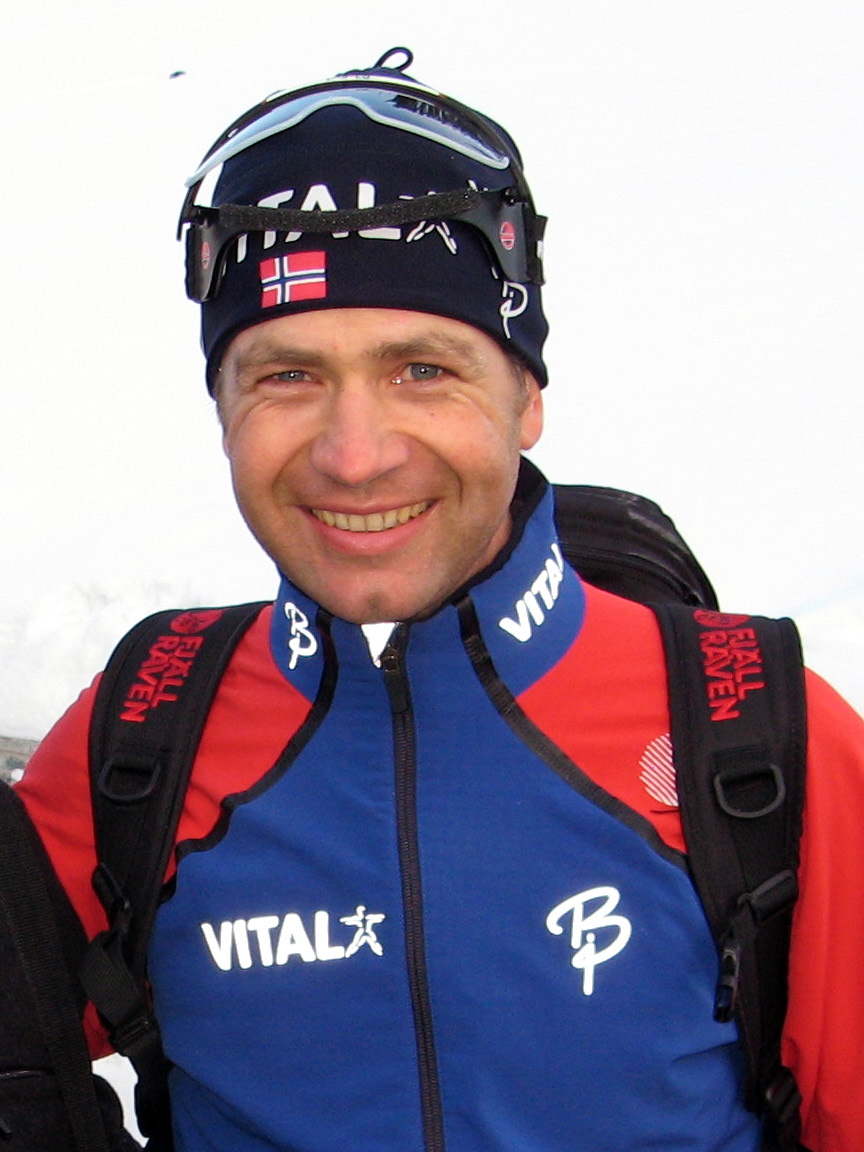
Ole Einar Bjørndalen (* 1974)

- 1242 – Svatá Markéta Uherská, uherská princezna a řeholnice († 18. ledna 1270)
- 1546 – Jáchym Fridrich Braniborský, braniborský kurfiřt, regent pruského vévodství († 18. července 1608)
- 1571 – Abbás I. Veliký, perský šáh († 19. ledna 1629)
- 1615 – Nicolas Fouquet, ministr financí za vlády Ludvíka XIV. († 23. března 1680)
- 1616 – Christen Aagaard, dánský básník († 5. února 1664)
- 1687 – Balthasar Neumann, německý architekt († 19. srpna 1753)
- 1701 – Johann Nikolaus von Hontheim, německý katolický biskup († 2. září 1790)
- 1708 – Anna Petrovna, ruská velkokněžna († 15. března 1728)
- 1756 – Wolfgang Amadeus Mozart, rakouský hudební skladatel († 5. prosince 1791)
- 1772 – Faustino Camisani, italský houslista, violista a hudební skladatel († 21. dubna 1830)
- 1775 – Friedrich Wilhelm Joseph von Schelling, německý filozof († 20. srpna 1854)
- 1784 – Martin-Joseph Mengal, belgický hornista, dirigent, skladatel († 4. července 1851)
- 1790 – William Davies Evans, britský námořní kapitán a šachista († 3. října 1872)
- 1805
  - Maria Anna Bavorská, saská královna († 13. září 1877)
  - Žofie Frederika Bavorská, rakouská arcivévodkyně, matka císaře Františka Josefa I. († 1872)
- 1806 – Juan Crisóstomo de Arriaga, španělský hudební skladatel († 17. ledna 1826)
- 1808 – David Strauss, německý teolog, filozof a spisovatel († 8. února 1874)
- 1814 – Eugène Viollet-le-Duc, francouzský architekt a historik umění († 17. září 1879)
- 1826 – Michail Jevgrafovič Saltykov-Ščedrin, ruský spisovatel († 28. dubna 1889)
- 1829 – Ján Botto, slovenský romantický básník († 1881)
- 1832 – Lewis Carroll, anglický spisovatel a matematik († 14. ledna 1898)
- 1836 – Leopold von Sacher-Masoch, rakouský novinář a spisovatel († 1905)
- 1839 – Nikolaj Ivanovič Bobrikov, ruský generál, generální guvernér Finského velkoknížectví († 17. června 1904)
- 1842 – Archip Ivanovič Kuindži, ruský malíř řeckého původu († 24. července 1910)
- 1844 – Giacomo Di Chirico, italský malíř († 26. prosince 1883)
- 1845 – Adam Budwiński, polský právník († 1. ledna 1900)
- 1848 – Heihačiró Tógó, japonský admirál († 30. května 1934)
- 1849 – Adolf Bachmann, rakouský historik a politik († 31. října 1914)
- 1850 – Edward J. Smith, kapitán lodi Titanic († 15. dubna 1912)
- 1852
  - Fulgence Bienvenüe, francouzský inženýr († 3. srpna 1936)
  - Friedrich von Georgi, předlitavský politik († 23. června 1926)
- 1859
  - Vilém II. Pruský, německý císař († 1941)
  - Pavel Miljukov, ruský historik a politik († 31. března 1943)
- 1860 – Gabriele Possanner, rakouská lékařka († 14. března 1940)
- 1861 – Constantin Prezan, rumunský generál († 27. srpna 1943)
- 1865 – Chuang Pin-chung, čínský malíř a historik umění († 25. března 1955)
- 1867 – Pirie MacDonald, americký fotograf († 22. dubna 1942)
- 1872 – Learned Hand, americký právník († 18. srpna 1961)
- 1878 – Ján Maršalko, slovenský sociálně-demokratický politik († 1951)
- 1879 – Pavel Bažov, ruský spisovatel († 3. prosince 1950)
- 1883 – Gottfried Feder, německý nacistický ekonomický teoretik († 24. září 1941)
- 1885
  - Eduard Künneke, německý operetní skladatel († 1953)
  - Cecil von Renthe-Fink, německý diplomat († 22. srpna 1964)
  - Jerome Kern, americký skladatel († 11. listopadu 1945)
- 1888 – Frank Nitti, mafián, nástupce Al Capona († 19. března 1943)
- 1891 – Ilja Grigorjevič Erenburg, ruský spisovatel († 31. srpna 1967)
- 1892
  - Alžběta Františka Rakousko-Toskánská, arcivévodkyně rakouská, hraběnka Waldburg-Zeil († 29. ledna 1930)
  - Wilhelm Hillebrand, autor teplotní metody přirozeného plánování rodičovství († 19. července 1959)
  - Mehisti Kadınefendi, třetí manželka osmanského sultána Abdulmecida II. († 1964)
- 1893
  - Marcel Tyberg, rakouský hudební skladatel († 31. prosince 1944)
  - Oskari Friman, finský zápasník, olympijský vítěz († 19. října 1933)
  - Sung Čching-ling, manželka prvního prezidenta Čínské republiky Sunjatsena († 29. května 1981)
- 1896 – Agustín Muñoz Grandes, španělský generál, předseda španělské vlády († 11. července 1970)
- 1897 – Carl Oberg, SS- und Polizeiführer v Paříži a General der Polizei a Waffen-SS († 3. června 1965)
- 1900 – Hana Meličková, slovenská herečka († 7. ledna 1978)
- 1902 – Josef Sapir, izraelský politik († 26. února 1972)
- 1903 – John Carew Eccles, australský neuropsycholog, nositel Nobelovy ceny za fyziologii a medicínu 1963 († 2. května 1997)
- 1910 – Edvard Kardelj, slovinský marxistický teoretik, politik a státník, blízký spolupracovník maršála Josipa Broze Tita († 10. února 1979)
- 1912
  - Arne Næss, norský filozof († 12. ledna 2009)
  - Ján Pásztor, nitranský biskup († 8. listopadu 1988)
- 1917 – Henri Perruchot, francouzský spisovatel, výtvarný a literární kritik († 17. února 1967)
- 1918 – Elmore James, americký bluesový zpěvák († 24. května 1963)
- 1921
  - Ilja Afroimovič Turičin, ruský sovětský novinář a spisovatel († 23. ledna 2001)
  - Donna Reedová, americká filmová a televizní herečka († 14. ledna 1986)
- 1923 – Krista Bendová, slovenská spisovatelka († 27. ledna 1988)
- 1925 – Ľudovít Filan, slovenský režisér, scenárista a dramatik († 2. dubna 2000)
- 1927 – Giovanni Arpino, italský spisovatel († 10. prosince 1987)
- 1928 – Hans Modrow, německý politik
- 1930
  - Bohdan Warchal, slovenský houslista a dirigent († 2000)
  - Alojzij Ambrožič, kanadský kardinál slovinského původu († 26. srpna 2011)
  - Bobby „Blue“ Bland, americký zpěvák († 23. června 2013)
- 1932 – Boris Šachlin, sovětský sportovní gymnasta, sedminásobný olympijský vítěz († 30. května 2008)
- 1934 – Édith Cressonová, premiérka Francie
- 1936
  - Samuel Ting, americký fyzik, nositel Nobelovy ceny
  - Troy Donahue, americký herec († 2. září 2001)
- 1937 – Buddy Emmons, americký kytarista († 29. července 2015)
- 1938 – Jimmie Smith, americký jazzový bubeník
- 1939 – Miladin Ćulafić, srbský prozaik
- 1940
  - James Cromwell, americký herec
  - Petru Lucinschi, druhý prezident Moldavska
- 1941
  - Charles Duchaussois, francouzský spisovatel († 27. února 1991)
  - Bobby Hutcherson, americký jazzový vibrafonista a hráč na marimbu
- 1944
  - Mairead Corrigan, irská aktivistka, nositelka Nobelovy ceny za mír
  - Nick Mason, anglický bubeník, člen skupiny Pink Floyd
  - Kevin Coyne, anglický písničkář, malíř, filmař a spisovatel († 2. prosince 2004)
- 1948 – Valeri Brainin, rusko-německý muzikolog, básník, pedagog, skladatel
- 1949 – Galina Stěpanská, sovětská rychlobruslařka, olympijská vítězka
- 1950 – Francine Navarro, francouzská módní návrhářka, černohorská korunní princezna († 6. srpna 2008)
- 1951 – Brian Downey, irský bubeník, instrumentalista, skladatel
- 1952 – G. E. Smith, americký kytarista
- 1954 – Karel De Gucht, belgický a evropský politik
- 1955 – John G. Roberts, americký právník
- 1956
  - Mimi Rogersová, americká herečka
  - Legs McNeil, americký spisovatel a novinář
- 1957
  - Janick Gers, britský kytarista (Iron Maiden)
  - Frank Miller, americký spisovatel
- 1958 – Marta Sládečková, slovenská herečka
- 1964 – Bridget Fonda, americká herečka
- 1968
  - Mike Patton, americký zpěvák (Faith No More)
  - Tricky, anglický rapper
- 1969 – Eliette Abécassisová, francouzská spisovatelka
- 1972 – Keith Wood, irský ragbista
- 1974
  - Ole Einar Bjørndalen, norský biatlonista
  - Andrei Pavel, rumunský tenista
- 1980 – Marat Safin, ruský tenista
- 1981 – Tony Woodcock, novozélandský ragbista

## Úmrtí

### Česko
- 1062 – Adléta Uherská, česká kněžna jako manželka Vratislava II. (* asi 1040)
- 1836 – Rudolf kníže Kinský, šlechtic, vlastenec a diplomat (* 30. března 1802)
- 1883
  - Gustav Schmidt, profesor mechaniky, rektor Pražské polytechniky (* 16. září 1826)
  - Jan Rudolf Kutschker, rakousko-moravský teolog a arcibiskup (* 11. dubna 1800)
- 1887 – František Gregora, český hudební skladatel (* 9. ledna 1819)
- 1895 – Antonín Pavel Wagner, český sochař (* 3. července 1834)
- 1896 – Čeněk Hevera, český politik a odborný spisovatel (* 7. prosince 1836)
- 1906 – František Šípek, český komik a režisér (* 20. prosince 1850)
- 1930 – Juraj Janoška, československý biskup a politik (* 24. prosince 1856)
- 1938 – Otakar Nájemník, československý politik (* 3. dubna 1872)
- 1943
  - Jindřich Fürst, malíř (* 11. července 1873)
  - Eugen Dostál, historik umění (* 23. prosince 1889)
- 1947 – František Xaver Jiřík, historik umění, ředitel Uměleckoprůmyslového muzea v Praze (* 5. listopadu 1867)
- 1948 – Robert Schälzky, československý politik, velmistr Řádu německých rytířů (* 13. srpna 1882)
- 1952 – Fannie Ward, americká herečka (* 22. ledna 1872)
- 1955 – František Zuska, malíř, sochař a medailér (* 12. června 1887)
- 1957 – František Slavík, mineralog, petrolog a geolog (* 18. srpna 1876)
- 1959 – Jozef Sivák, slovenský politik, ministr, předseda slovenské vlády (* 14. ledna 1886)
- 1960 – František Mencl, český mostní stavitel (* 21. ledna 1879)
- 1968 – Jan Valášek, filmový režisér, scenárista a herec (* 1. července 1926)
- 1973 – František Navara, český matematik a fyzik (* 2. března 1901)
- 1977 – Josef Toman, spisovatel, básník a dramatik (* 6. dubna 1899)
- 1983 – Vilém Vrabec, český kuchař (* 8. dubna 1901)
- 1986 – Michal Vičan, československý fotbalový reprezentant (* 26. března 1925)
- 1994 – Stanislav Hlinovský, malíř, grafik a divadelní herec (* 2. listopadu 1924)
- 1996 – Olga Havlová, první manželka Václava Havla (* 11. července 1933)
- 1997 – Božena Komárková, filozofka a teoložka (* 28. ledna 1903)
- 2006
  - Antonín Moskalyk, režisér (* 11. listopadu 1930)
  - Jan Frank Fischer, český hudební skladatel a překladatel (* 15. září 1921)
  - Jarmila Krulišová, herečka (* 24. prosince 1922)
- 2007 – Iva Hercíková, česká spisovatelka (* 2. listopadu 1935)
- 2009
  - Anežka Ebertová, teoložka, duchovní Církve československé husitské (* 16. května 1923)
  - Karel Míšek, český tvůrce písma, typograf a pedagog (* 28. října 1915)
- 2012 – Milan Jungmann, český literární kritik (* 18. ledna 1922)

### Svět

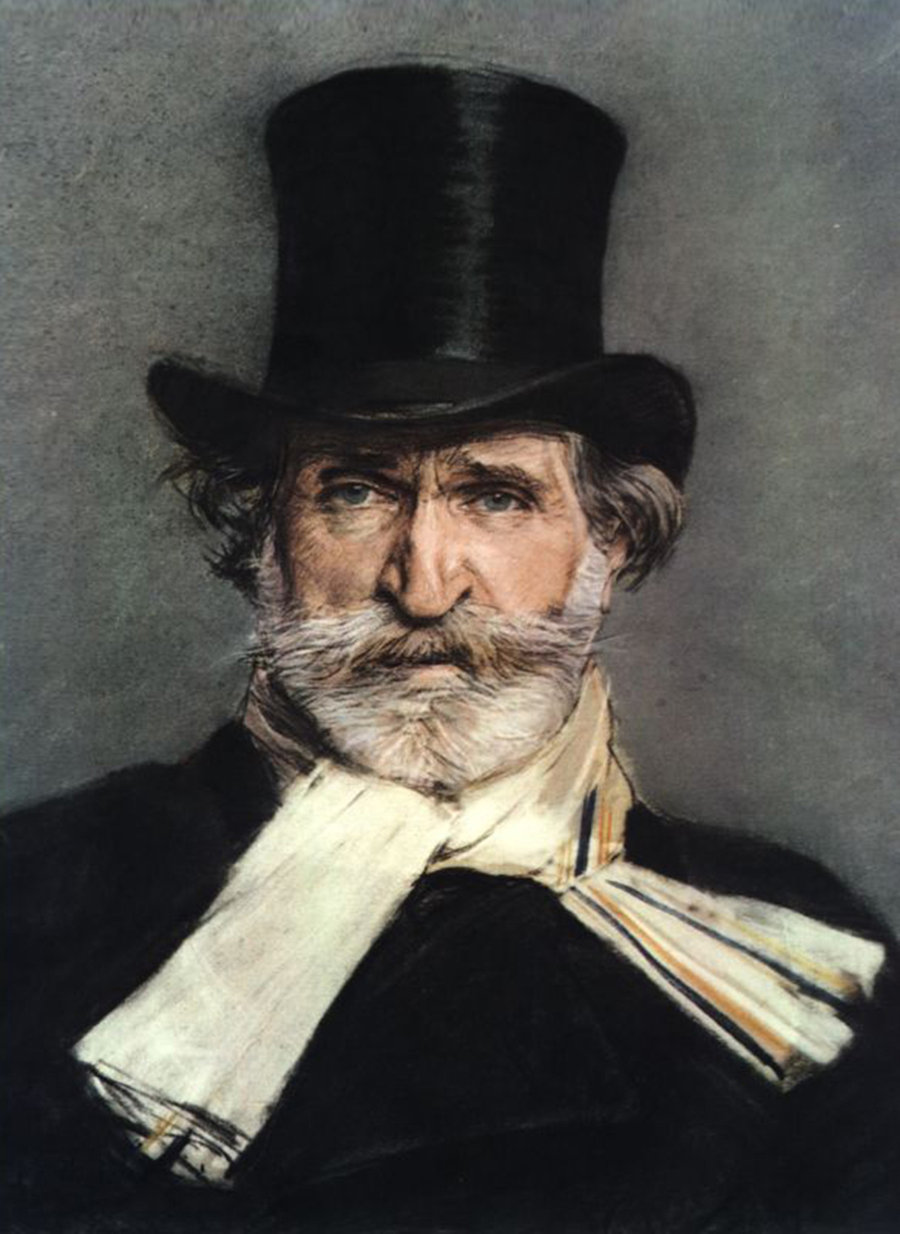
Giuseppe Verdi († 1901)

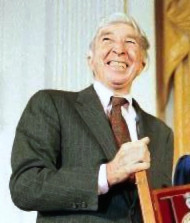
John Updike († 2009)

- 0098 – Nerva, římský císař (* 8. listopadu 30)
- 1141 – Jüe Fej, čínský generál, národní hrdina (* 23. března 1103)
- 1311 – Chajsan, třetí císař říše Jüan a sedmým veliký chán mongolské říše (* 4. srpna 1281)
- 1547 – Anna Jagellonská, česká a uherská královna jako manželka Ferdinanda I. Habsburského (23. července 1503)
- 1556 – Násiruddín Humájún, druhý mughalský císař (* 17. března 1508)
- 1664 – Karel I. Josef Habsburský, rakouský arcivévoda a syn císaře Ferdinanda III. (* 7. srpna 1649)
- 1688 – Daniel Sinapius-Horčička, slovenský spisovatel (* 3. srpna 1640)
- 1711 – Antoine de Pas de Feuquières, francouzský generál (* 16. dubna 1648)
- 1719 – Ferdinando d'Adda, italský kardinál (* 1. září 1650)
- 1725 – Silvio Stampiglia, italský básník, operní libretista (* 14. března 1664)
- 1731 – Bartolomeo Cristofori, italský výrobce hudebních nástrojů (* 4. května 1655)
- 1740 – Louis Henri de Bourbon-Condé, premiér Francie za vlády Ludvíka XV. (* 18. srpna 1692)
- 1814 – Johann Gottlieb Fichte, německý filozof (* 19. května 1762)
- 1816 – Samuel Hood, britský admirál (* 12. prosince 1724)
- 1836 – Vilemína Luisa Bádenská, velkovévodkyně hesenská (* 10. září 1788)
- 1842 – Aaron, ruský biskup a spisovatel (* 1781)
- 1844 – Cecilie Švédská, švédská princezna a hudební skladatelka (* 22. června 1807)
- 1850 – Johann Gottfried Schadow, německý sochař (* 20. května 1764)
- 1851 – John James Audubon, francouzsko-americký ornitolog a malíř (* 26. dubna 1785)
- 1859 – Menachem Mendel z Kotsku, polský chasidský rabín (* 1787)
- 1860 – János Bolyai, maďarský matematik (* 15. prosince 1802)
- 1864 – Leo von Klenze, německý architekt, malíř a spisovatel (* 29. února 1784)
- 1895 – Antonín Pavel Wagner, český sochař ve Vídni (* 3. července 1834)
- 1900 – Édouard Riou, francouzský malíř a ilustrátor (* 2. prosince 1833)
- 1901 – Giuseppe Verdi, italský operní skladatel (* 10. října 1813)
- 1911 – Anton Bielek, slovenský spisovatel (* 1857)
- 1913 – Rainer Ferdinand Habsbursko-Lotrinský, rakouský arcivévoda, vnuk císaře Leopolda II. (* 11. ledna 1827)
- 1918 – Nikolaj Konstantinovič Romanov, ruský velkokníže (* 14. února 1850)
- 1919 – Endre Ady, maďarský básník (* 22. listopadu 1877)
- 1922
  - Nellie Bly, americká novinářka a spisovatelka (* 5. března 1864)
  - Giovanni Verga, italský spisovatel a fotograf (* 2. září 1840)
  - Johann Nepomuk Wilczek, rakouský polární průzkumník a mecenáš umění (* 7. prosince 1837)
- 1925 – Friedrich von Hügel, rakouský teolog, náboženský myslitel a spisovatel (* 5. května 1852)
- 1937 – Johannes Warns, protestantský teolog (* 21. ledna 1874)
- 1938 – Edmund Husserl, německý filozof (* 1857)
- 1939 – Lewis Jones, velšský spisovatel a politický aktivista (* 28. prosince 1897)
- 1940 – Isaak Emmanuelovič Babel, ruský spisovatel (* 13. července 1894)
- 1949
  - Félix Carvajal, kubánský maratónec (* 18. března 1875)
  - Boris Vladimirovič Asafjev, ruský muzikolog, hudební skladatel a pedagog (* 29. července 1884)
- 1951 – Carl Gustaf Emil Mannerheim, finský politik (* 3. června 1867)
- 1952 – Fannie Ward, americká divadelní a filmová herečka (* 22. února 1872)
- 1954 – Růžena Rosická, česko-americká redaktorka, překladatelka a historička (* 22. července 1875)
- 1959 – Francis Joseph Cole, britský zoolog (* 3. února 1872)
- 1966
  - František Valentin, slovenský chemik (* 5. února 1892)
  - Ludwig Gies, německý sochař (* 3. září 1887)
  - Víctor Català, katalánská spisovatelka (* 11. září 1869)
- 1967 – uhořela posádka kosmické lodi Apollo 1:
  - Roger Bruce Chaffee, americký astronaut (* 15. února 1935)
  - Virgil Ivan Grissom, americký astronaut (* 3. dubna 1926)
  - Edward Higgins White, americký astronaut (* 14. listopadu 1930)
- 1970 – Erich Heckel, německý expresionistický malíř (* 31. července 1883)
- 1971 – Jacobo Árbenz Guzmán, guatemalský prezident (* 14. září 1913)
- 1972
  - Richard Courant, německý matematik (* 8. ledna 1888)
  - Mahalia Jackson, americká gospelová zpěvačka (* 26. října 1911)
- 1979 – Victoria Ocampová, argentinská spisovatelka (* 17. dubna 1890)
- 1983
  - Georges Bidault, premiér Francie (* 5. října 1899)
  - Louis de Funes, francouzský herec a komik (* 31. července 1914)
- 1986 – Nikhil Banerdží, indický hráč na sitár (* 14. října 1931)
- 1988 – Krista Bendová, slovenská spisovatelka (* 1923)
- 1989 – Thomas Sopwith, britský podnikatel v letectví a jachtař (* 18. ledna 1888)
- 1991 – Miroslav Válek, slovenský básník (* 1927)
- 1992 – Arvo Henrik Ylppö, finský pediatr (* 27. října 1887)
- 1996 – Stefan Dičev, bulharský novinář a spisovatel (* 9. února 1920)
- 2000 – Friedrich Gulda, rakouský klavírista a skladatel (* 16. května 1930)
- 2001 – Marie Josefa Belgická, italská královna (* 4. srpna 1906)
- 2003 – Henryk Jabłoński, prezident Polska (* 27. prosince 1909)
- 2006 – Johannes Rau, německý politik a prezident (* 16. ledna 1931)
- 2007 – Marcheline Bertrand, americká herečka (* 9. května 1950)
- 2008 – Suharto, indonéský diktátor (* 8. června 1921)
- 2009 – John Updike, americký spisovatel (* 18. března 1932)
- 2010
  - Jerome David Salinger, americký spisovatel (* 1. ledna 1919)
  - Howard Zinn, americký historik (* 24. srpna 1922)
- 2013 – Phạm Duy, vietnamský hudební skladatel (* 5. října 1921)
- 2014 – Pete Seeger folkový zpěvák a politický aktivista ze Spojených států amerických (* 3. května 1919)
- 2015 – Charles Hard Townes, americký fyzik, Nobelova cena za fyziku 1964 (* 28. července 1915)
- 2018 – Ingvar Kamprad, švédský podnikatel a zakladatel obchodního řetězce IKEA (* 30. března 1926)

## Svátky

### Česko
- Významný den: Den památky obětí holocaustu a předcházení zločinům proti lidskosti
- Ingrid, Ingrida, Ingeborg, Ingeborga, Inka
- Pribyslav, Přibyslava

### Svět
- Mezinárodní den památky obětí holocaustu

| 27. leden v pražském KlementinuÚdaje jsou platné k 8. 7. 2025. | 27. leden v pražském KlementinuÚdaje jsou platné k 8. 7. 2025. | 27. leden v pražském KlementinuÚdaje jsou platné k 8. 7. 2025. |
| minimum                                                        | denní průměr                                                   | maximum                                                        |
| -------------------------------------------------------------- | -------------------------------------------------------------- | -------------------------------------------------------------- |
| −21,6 °C (1830)                                                | 1,0 °C (od 1961)                                               | 13,3 °C (2016)                                                 |

Katolická církev
- Sv. Anděla Mericiová – panna a zakladatelka řádu svaté Voršily
- Sv. Vitalianus – papež